# Чарльз Строде
Чарльз Строде (англ. Charles Strode; нар. 5 вересня 1957) — колишній американський тенісист.
Найвищу одиночну позицію світового рейтингу — 158 місце досяг 22 грудня 1980, парну — 50 місце — 3 січня 1983 року.
Здобув 1 парний титул.
Найвищим досягненням на турнірах Великого шолома був фінал в змішаному парному розряді.

## Фінали турнірів Великого шолома

### Мікст: 1 (0–1)
| Результат | Рік  | Турнір                                    | Покриття | Партнер     | Суперники                    | Рахунок  |
| --------- | ---- | ----------------------------------------- | -------- | ----------- | ---------------------------- | -------- |
| Поразка   | 1983 | Відкритий чемпіонат Франції з тенісу 1983 | Ґрунт    | Леслі Аллен | Барбара Джордан Еліот Телчер | 2–6, 3–6 |

## Фінали Гран-прі за кар'єру

### Парний розряд: 2 (1–1)
| Результат | W/L | Рік  | Турнір           | Покриття | Партнер       | Суперники               | Рахунок       |
| --------- | --- | ---- | ---------------- | -------- | ------------- | ----------------------- | ------------- |
| Перемога  | 1–0 | 1982 | Гонконг          | Тверде   | Морріс Строуд | Кім Ворвік Вен Вінітскі | 6–4, 3–6, 6–2 |
| Поразка   | 1–1 | 1982 | Бангкок, Таїланд | Килим    | Морріс Строуд | Майк Бауер Джон Бенсон  | 5–7, 6–3, 3–6 |

## Титули на челленджерах

### Парний розряд: (7)
| Ранг | Рік  | Турнір                      | Покриття | Партнер          | Суперники                            | Рахунок       |
| ---- | ---- | --------------------------- | -------- | ---------------- | ------------------------------------ | ------------- |
| 1.   | 1982 | Тіґасакі (Канаґава), Японія | Ґрунт    | Морріс Строуд    | Саші Менон Волтер Редондо            | 6–3, 6–4      |
| 2.   | 1982 | Наґареяма, Японія           | Тверде   | Морріс Строуд    | Саші Менон Волтер Редондо            | 4–6, 6–1, 6–4 |
| 3.   | 1982 | Сан-Паулу, Бразилія         | Ґрунт    | Морріс Строуд    | Пабло Аррая Віктор Печчі             | 6–1, 6–4      |
| 4.   | 1983 | Токіо, Японія               | Тверде   | Морріс Строуд    | Девід Доулен Джефф Терпін            | 6–3, 6–4      |
| 5.   | 1984 | Агадір, Марокко             | Ґрунт    | Морріс Строуд    | Хуан Аведаньйо Еміліо Санчес Вікаріо | 6–3, 6–4      |
| 6.   | 1985 | Огун, Нігерія               | Тверде   | Кріс Данк        | Еган Адамс Марк Вулдрідж             | 7–5, 2–6, 6–3 |
| 7.   | 1986 | Енугу, Нігерія              | Тверде   | Станіслав Бірнер | Бретт Баффінґтон Тед Ерк             | 6–4, 7–6      |